# Benny Skacke
Benny Skacke er en fiktiv person fra romanserien Roman om en forbrydelse. Han er den unge, ambitiøse kriminalassistent, der i Brandbilen som forsvandt erstatter Åke Stenstrøm i Rigsmordskommissionen, efter sidstnævnte blev myrdet i den foregående roman Den grinende strisser. Skacke kommer fra politiet i Malmö.
I Strisser, strisser er han vendt tilbage til politiet i Malmö efter en uheldig indgriben, der nær kostede en kollega livet.
Udover Lennart Kollberg, er Benny Skacke den eneste medarbejder i Rigsmordskommisonen, som har dræbt et menneske – endda to: Første gang skyder og dræber Skacke morderen i slutningen af Brandbilen som forsvandt. Samme skæbne overgår en terrorist i slutningen af Terroristerne.
Det er Skackes erklærede mål at blive politichef.